# مک‌لارن ۱۲سی
مک‌لارن ام‌پی۴–۱۲سی (به انگلیسی: McLaren MP4-12C) که بعدها نامش به مک‌لارن ۱۲سی تغییر یافت خودرویی است که توسط خودروسازی مک‌لارن در سال‌های ۲۰۱۱ تا ۲۰۱۴ تولید شده‌است.
این خودرو در کلاس خودروی اسپورت قرار گرفته و طراحی آن موتور طولی وسط عقب-محور عقب بوده‌است. سیستم جعبه‌دندهٔ آن ۷ دنده و به‌صورت دوکلاچه است.